# Mixture Elecstro
 (décembre 2015).
Si vous disposez d'ouvrages ou d'articles de référence ou si vous connaissez des sites web de qualité traitant du thème abordé ici, merci de compléter l'article en donnant les références utiles à sa vérifiabilité et en les liant à la section « Notes et références ».
Albums de Stromae
Juste un cerveau, un flow, un fond et un mic…
(2007) Cheese
(2010)
Singles
1. Up saw liz
Sortie : 5 août 2009

Mixture Elecstro est un maxi compilant différents remixes du chanteur belge Stromae. Il est réalisé en collaboration avec DJ Psar, un ami du chanteur, avant la sortie en 2010 de son premier album studio Cheese.

## Pistes
| No  | Titre                                                     | Auteur            | Durée |
| --- | --------------------------------------------------------- | ----------------- | ----- |
| 1.  | We Will Strock You                                        | Stromae & Dj Psar | 2:17  |
| 2.  | Elecstricien (Prod. Crookers)                             | Stromae & Dj Psar | 2:15  |
| 3.  | Je m'excuse (Prod. Will I Am)                             | Stromae & Dj Psar | 1:28  |
| 4.  | Alors on danse (Dj Psar Edit - Intro Laidback Luke)       | Stromae & Dj Psar | 3:23  |
| 5.  | Jump to It                                                | Stromae & Dj Psar | 3:17  |
| 6.  | Quand j'dis Gow!                                          | Stromae & Dj Psar | 3:23  |
| 7.  | Quand j'dis Gow! (Remix. Prod. Major Lazer)               | Stromae & Dj Psar | 0:53  |
| 8.  | Disco Feeling                                             | Stromae & Dj Psar | 2:49  |
| 9.  | Invincible (Prod. Logan DeGaulle)                         | Stromae & Dj Psar | 2:29  |
| 10. | Interlude #1 (NRJ Mash Up avec Julie, DJ's Septik & Psar) | Stromae & Dj Psar | 1:55  |
| 11. | Je m'sens bien (Prod. Calvin Harris & Benny Benassi)      | Stromae & Dj Psar | 4:25  |
| 12. | Je n'ai pas de flow (Prod. Laidback Luke)                 | Stromae & Dj Psar | 2:20  |
| 13. | Up Saw Liz (+ Remix)                                      | Stromae & Dj Psar | 3:23  |
| 14. | Interlude #2 (NRJ Mash Up avec Julie, DJ's Septik & Psar) | Stromae & Dj Psar | 1:49  |
| 15. | Encore une fois                                           | Stromae & Dj Psar | 2:15  |
| 16. | Je cours (Prod. Pharrell Williams)                        | Stromae & Dj Psar | 2:45  |
| 17. | Faut que j'arrête le Rap (Prod. Chase & Status)           | Stromae & Dj Psar | 2:32  |
| 18. | C'est que l'outro                                         | Stromae & Dj Psar | 2:08  |